# Vittorio Pozzo
Vittorio Pozzo (Torí, 2 de març de 1886 - Ponderano, 21 de desembre de 1968) fou un futbolista italià de la dècada de 1930.
Com a futbolista jugà al Grasshopper Club Zürich la temporada 1905-06 i a continuació al Torino FC, on jugà durant cinc temporades.
És considerat un dels millors entrenadors de tots els temps.
Fou l'entrenador de la selecció italiana que guanyà els Campionats del Món de 1934 i 1938. A més d'aquests títols, també guanyà la Copa Dr. Gerö els anys 1930 i 1935, i la medalla d'or dels Jocs Olímpics de 1936, i la de bronze el 1928. Mantingué invicta a la selecció entre 1930 i 1934. Fou entrenador d'Itàlia entre 1929 i 1948.

## Palmarès

### Entrenador
Itàlia
- Copa del Món: 1934, 1938
- Copa Internacional de l'Europa Central: 1927-30, 1933-35

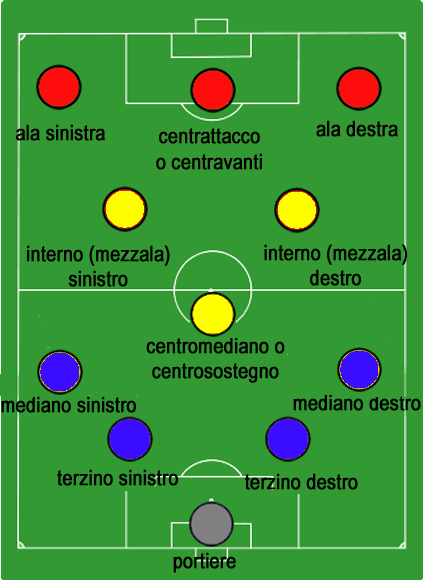
El Mètode de Vittorio Pozzo.

- Jocs Olímpics: 1936